# Das Halloween Monster
Das Halloween Monster, auch bekannt unter dem Originaltitel Pumpkinhead, ist ein US-amerikanischer Horrorfilm aus dem Jahre 1988. Der Film war das Regiedebüt von Stan Winston.

## Inhalt
Mehrere Jugendliche machen Urlaub im Hinterland und wollen ihre Zeit mit Spaß und Relaxen verbringen, als bei einem Unfall der Sohn von Ed Harley stirbt und einer der Jungs darin verwickelt ist. Aus Rache geht Harley zu einer Hexe, die auf seine Bitte hin ein Monster namens Pumpkinhead zum Leben erweckt, das Jagd auf die Jugendlichen macht. Harley bereut seinen Entschluss jedoch bald und versucht, das Monster zu stoppen.

## Kritik
„Horrorfilm mit märchenhaften Zügen und einer handfesten Moral, der in einer nostalgisch verklärten ländlichen Idylle spielt. In der Darstellung von Grausamkeiten zurückhaltender als die meisten gängigen Horrorfilme der später 80er Jahre.“

## Auszeichnungen
Der Film wurde in drei Kategorien für den Saturn Award nominiert, so etwa Lance Henriksen als Bester Darsteller.

## Fortsetzungen
Dem Film folgten bisher drei Fortsetzungen. 1994 wurde Pumpkinhead II: Blood Wings veröffentlicht, die Regie übernahm Jeff Burr. Lance Henriksen kehrte nicht als Darsteller zurück. 2006 wurde Pumpkinhead: Asche zu Asche direkt auf DVD veröffentlicht, die Hauptrollen übernahmen Doug Bradley sowie Lance Henriksen. Inszeniert wurde der Film von dem Briten Jake West. 2007 erschien der vierte Teil mit dem Titel Pumpkinhead: Blutfehde, ebenfalls mit Lance Henriksen.